# 해군집단사령부
해군집단사령부(독일어: Marinegruppenkommando; MGK 마리네그루펜코만도; 엠게카[*]는 독일 전쟁해군의 해군최고사령부 하위 조직들로서 큰 해역에 대한 작전관리를 담당했다. 1943년 2월 1일 조직 개편으로 북해, 발트해, 노르웨이의 해군집단사령부들은 해군상급사령부(MOK)로 대체되었다.
동부해군집단사령부(Marinegruppenkommando Ost; MGK Ost)
1938년 11월 설립되어 킬에 사령부를 두고 발트해를 관할했다.
역대 동부해군집단지휘관(Marinegruppenbefehlshaber Ost):
1. 상급제독 콘라트 알브레히트, 1938년 11월 1일 – 1939년 10월 30일
2. 제독 롤프 카를스, 1939년 10월 31일 – 1940년 9월 20일

서부해군집단사령부(Marinegruppenkommando West; MGK West)
1939년 8월 설립되어 빌헬름샤벤에 사령부를 두고 북해와 대서양을 관할했다. 1940년 8월 파리로 사령부를 옮기면서 북해 관할권을 신설된 MKG Nord에 넘기고 대서양만 관할하게 되었다. 1944년 10월 20일 MOK West가 만들어지면서 MGK West는 해산되었다.
역대 서부해군집단지휘관(Marinegruppenbefehlshaber West):
1. 제독 알프레트 잘베흐터, 1939년 8월 23일 – 1942년 9월 20일
2. 제독 빌헬름 마르샬, 1942년 9월 21일 – 1943년 4월 19일
3. 제독 테오도어 크란케, 1943년 4월 20일 – 1944년 10월 20일

북부해군집단사령부(Marinegruppenkommando Nord; MGK Nord)
1940년 8월 10일 서러립되어 덴마크, 노르웨이 근해와 북해를 관할했다. 전쟁이 진행되면서 북해 일대에서 별다른 작전이 벌어지지 않자 MGK Nord의 업무는 1943년 3월 대부분 함대사령부에 통합되었고 1944년 7월 31일 완전히 폐지되었다.
역대 북부해군집단지휘관(Marinegruppenbefehlshaber Nord):
1. 상급제독 롤프 카를스, 1940년 9월 21일 – 1943년 3월 2일
2. 상급제독 오토 슈니빈트, 1943년 3월 2일 – 1944년 7월 30일

이탈리아 독일해군사령부(Deutsches Marinekommando Italien)
1941년 11월 독일 해군을 지중해에 배치하면서 설치되었다. 독일 전쟁해군과 이탈리아 왕립해군이 공동으로 지위를 유지하다가 1941년 12월 1일부터 사령부가 실질적 권한을 갖게 되었다. 독일해군사령부는 조직상 이탈리아 해군에 종속되어 있었으나 이탈리아에서 쫓겨날 때까지 제대로 된 집단사령부로서 기능을 하지 못했다. 1945년 1월 이탈리아 독일해군사령부는 해산되었고 업무는 MOK Süd에 이관되었다.
역대 이탈리아 독일해군사령부 지휘관(Befehlshaber des Deutschen Marinekommandos Italien)
1. 부제독 에버하르트 바이홀트, 1941년 11월 1일 – 1943년 3월 4일
2. 후방제독 빌헬름 멘트젠보흘켄, 1943년 3월 5일 – 1943년 5월 21일
3. 후방제독 프리드리히 루게, 1943년 5월 22일 – 1943년 8월 18일
4. 부제독 빌헬름 멘트젠보흘켄, 1943년 8월 19일 – 1944년 7월 16일
5. 부제독 베르너 뢰비슈, 1844년 7월 17일 – 1944년 12월 31일

남부해군집단사령부(Marinegruppenkommando Süd; MGK Süd)
1941년 1월 30일 서부해군집단사령부에서 분리되어 나왔다. 사령부 소재지는 1941년 6월에서 1944년 8월 사이에는 불가리아 소피아였고 그 뒤 3개월 동안은 오스트리아였다. 발칸반도 주위 해역, 즉 흑해, 아드리아해, 에게해가 관할해역이었다. 그러나 도나우강 소함대와 수송전단들을 제외하면 MGK Süd는 제대로 된 해군력이랄 게 없었다. 때문에 흑해제독, 아드리아 제독, 에게 제독들은 제대로 공조를 할 수 없었다. 1944년 12월 30일 해산되었고 남은 업무는 남동특수배치제독(Admiral z.b.V. Südost)에게 이관되었다. 이후 1945년 1월 1일에 MOK Süd가 설립되었다.
역대 남부해군집단지휘관(Marinegruppenbefehlshaber Süd):
1. 제독 카를게오르크 슈스터, 1941년 7월 30일 – 1943년 3월 20일
2. 제독 빌헬름 마르샬 (권한대행), 1941년 12월 9일 – 1942년 3월 9일
3. 제독 쿠르트 프리케, 1943년 3월 21일 1944년 – 12월 11일

## 참고 자료
- Hans H. Hildebrand, Walter Lohmann: Die deutsche Kriegsmarine. 1939–1945. Gliederung, Einsatz, Stellenbesetzung. 3 Bände. Podzun, Bad Nauheim 1959–1964 (Loseblattausgabe).
- Hans H. Hildebrand: Die organisatorische Entwicklung der Marine nebst Stellenbesetzung 1848 bis 1945 (= Formationsgeschichte und Stellenbesetzung der deutschen Streitkräfte 1815–1990. Teil 2). 3 Bände. Biblio-Verlag, Osnabrück 2000, ISBN 3-7648-2541-3.